# Kolsassberg
Kolsassberg è un comune austriaco di 809 abitanti nel distretto di Innsbruck-Land, in Tirolo.